# Bob Geddins
Robert L. "Bob" Geddins (født 6. februar 1913 i Highbank, Texas - død 16. februar 1991 i Oakland, Californien) var en amerikansk blues-, R&B- og gospel-musiker samt musikproducent fra San Francisco Bay Area. Geddins er opvokset i Highbank og rejste som mange andre afroamerikanere til Oakland i Californien under 2. verdenskrig , hvor han virkede frem til sin død i 1991.
Fra 1948 og frem grundlagde og drev Geddins en række små, uafhængige pladeselskaber såsom Art-Tone Records, Big Town Records, Cavatone Records, Down Town Records, Irma Records, Plaid Records, Rhythm Records og Veltone Records. Derudover har han lavet musikudgivelser på store pladeselskaber i Los Angeles f.eks. Swing Time, Aladdin, Modern, Specialty, Imperial og Fantasy og i enkelte tilfælde endda på Chicago-pladeselskabet Chess Records.
Mange musiktitler, der ofte udelukkende tilskrives andre tekstforfattere, stammer fra Geddins, eller er blevet skabt i samarbejde med andre musikere, for eksempel: "Tin Pan Alley", "Mercury Blues" (med K. C. Douglas), "My Time After A While" eller "Haunted House".